# Кезон Дуилий Лонг
Вижте пояснителната страница за други личности с името Кезон Дуилий.
Кезон Дуилий Лонг (на латински: Caeso Duilius, K. Duilius) e древноримски политик през 5 век пр.н.е. Произлиза от плебейската фамилия Дуилии.
През 450 пр.н.е. и 449 пр.н.е. той е децемвир и участва в подобрението на закона на дванадесетте таблици. Той участва в битката против еквите на планината Алгидус.